# United States Army Central

Ärmmärke för ARCENT.

United States Army Central (förkortning: ARCENT) är ett huvudkommando inom USA:s armé som är armékomponenten till det försvarsgrensövergripande United States Central Command med ansvar för USA:s militära operationer i Centralasien och Mellanöstern. Högkvarteret är beläget på Shaw Air Force Base i South Carolina samt på Camp Arifjan i Kuwait.

## Bakgrund
Historiken för organisationen börjar 1918 under första världskriget på västfronten som en fältarmé, Third United States Army (alternativt skrivet som Third Army eller United States Third Army) som demobiliserades under 1919. Den återkom 1932 och leddes av George Patton från januari 1944 till oktober 1945. Tredje armén deltog i befrielsen av Paris och nådde både Österrike och Tjeckoslovakien och var den av alla amerikanska fältarméer i Europa under andra världskriget som kom längst österut.
3:e armén kvarstod under ockupationen av Tyskland fram till 1947 då förbandet återkom till USA. Dess roll som utbildningsförband ersattes av FORSCOM 1974 och upplöstes därefter. 1982 återuppstod förbandet i sin nuvarande roll som ledning för arméförband i Centralasien och Mellanöstern. ARCENT har deltagit med förband under dess ledning i Kuwaitkriget, Afghanistankriget och Irakkriget.